# Pioneer Cabin Tree
Le Pioneer Cabin Tree (en français : « l'arbre-cabane de pionnier »), aussi appelé le Tunnel Tree (« l'arbre-tunnel ») était un célèbre séquoia géant du parc d'Etat de Calaveras Big Trees, en Californie (États-Unis). Principale attraction touristique du parc, il a été déraciné le 8 janvier 2017 après être tombé pendant une tempête.

## Description
Le Pioneer Cabin Tree était un séquoia géant haut de 45 mètres (une taille peu remarquable pour son espèce) et dont le tronc était large de 10 mètres. Il était reconnaissable au tunnel qui le traversait de part en part, suffisamment large pour laisser passer des véhicules motorisés.
Son âge est inconnu : au moment de sa chute, il était âgé d'au moins 1 000 ans. Pour le garde forestier californien Tony Tealdi, il aurait été plus proche des 2 000 ans.

## Histoire

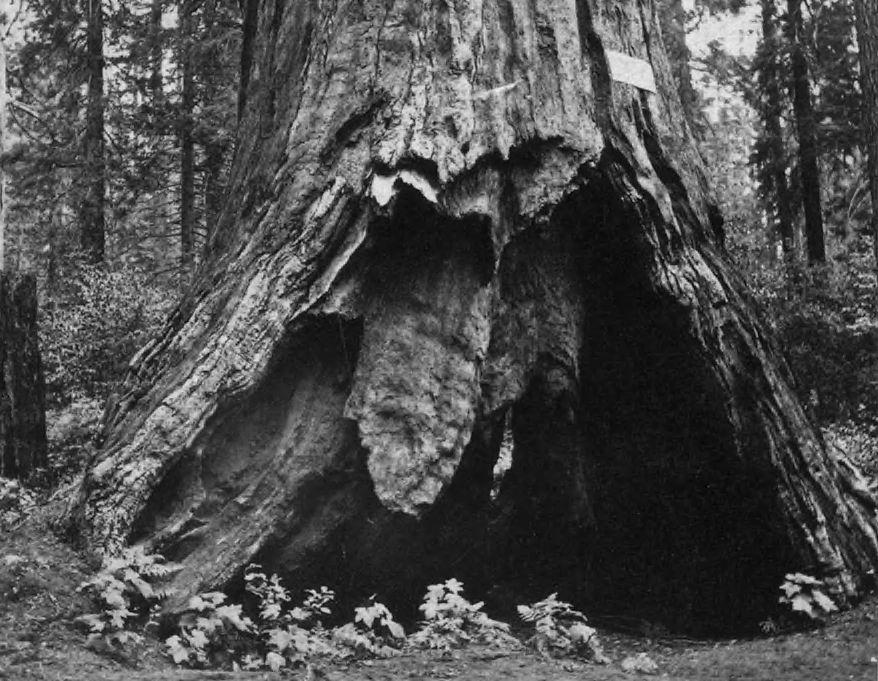
L'arbre vers 1860-1880, avant d'être creusé.

Le Pioneer Cabin Tree tenait son nom de l'apparence particulière de son tronc, en partie brûlé par un feu de forêt. Avant d'être aménagé en tunnel, il évoquait une cabane en bois avec son entrée, sa cheminée et sa porte de derrière.
Dans les années 1880, un tunnel est aménagé dans l'arbre par le propriétaire du terrain à la demande de James Sperry, fondateur du Murphys Hotel, pour que les visiteurs puissent passer dessous. L'idée vient de l'opération similaire effectuée sur le Wawona Tree (du parc national de Yosemite), avec l'intention de le concurrencer en tant qu'attraction touristique.
Les touristes sont d'abord encouragés à graver leur nom dans le bois de l'arbre, avant que cette pratique soit interdite dans les années 1930. À l'origine, seuls les piétons étaient autorisés à passer sous l'arbre, puis les véhicules le furent à leur tour pendant quelques années.

### Destruction
L'arbre tombe en janvier 2017, après une tempête hivernale particulièrement violente. Il était considéré comme mal en point, étant fragilisé depuis longtemps par l'incendie qui avait brûlé une partie de son tronc puis par le percement du tunnel.